# Abraxas wegneri
Abraxas wegneri là một loài bướm đêm trong họ Geometridae.